# Ialtris
Ialtris es un género de serpientes de la subfamilia Dipsadinae. Sus especies son endémicas de La Española.

## Especies
Se reconocen las siguientes:
- Ialtris agyrtes Schwartz & Rossman, 1976
- Ialtris dorsalis (Günther, 1858)
- Ialtris haetianus (Cochran, 1935)
- Ialtris parishi (Cochran, 1932)